# Alex Koslov
Alex Sherman (21 de enero de 1984) es un luchador profesional moldavo retirado, más conocido por su nombre en el ring como Alex Koslov, conocido por su trabajo en las promociones mexicanas Consejo Mundial de Lucha Libre (CMLL) y la Asistencia Asesoría y Administración (AAA). También luchó durante el 2008 en la Total Nonstop Action Wrestling (TNA) y estuvo desde 2010 hasta 2012 en el territorio de desarrollo de la WWE, la Florida Championship Wrestling (FCW), bajo el nombre de Peter Orlov.

## Carrera
Koslov fue entrenado por Jesse Hernández y su debut profesional dentro de la lucha libre fue el 23 de mayo de 2003.

### Consejo Mundial de Lucha Libre (2006-2008)
El 8 de agosto de 2006 debutó en el CMLL como rudo.
Compitió en el CMLL de 2005 a 2008, antes de elegir saltar a la promoción rival.

### Asistencia Asesoría y Administración (2008-2010)
Recientemente se ha incorporado a la nueva versión del grupo D-Generation MEX con X-Pac y Rocky Romero.
Ya como un elemento de AAA, Alex participó en la eliminatoria por el campeonato crucero AAA en el domo de la muerte, y su rival en la siguiente ronda sería Rocky Romero, derrotando a su compañero se enfrentó a Nicho el millonario, y en la final luchó contra Xtreme tiger, Alan Stone, y se coronó como el primer campeón crucero AAA. aunque semanas después perdería su campeonato a manos de Xtreme Tiger, en Triplemania XVI.
Empezó a tener diferencias con su compañero Rocky Romero, y se enfrentó la D-Mex ante los Psycho Circus, tratando de quitarles lo invicto pero fracasaron. Ahora Koslov milita en el bando rudo.
Hizo equipo en un par de ocasiones con Teddy Hart para atacar a rocky romero y a Jack Evans, y en verano de escándalo se convirtió en campeón crucero por segunda ocasión cuando fauleo a Extreme Tiger y no se dieron cuenta.
Después de regresar de su despido, Koslov participó en Guerra de titanes en una lucha de eliminación para sacar al retador oficial al mega campeonato para rey de reyes, pero fue eliminado en segundo lugar por La Parka.

#### 2010
Inició el año con un feudo con Extreme Tiger, luchando contra él en Rey de Reyes por el Campeonato Mundial de Peso Crucero de la AAA, pero fue derrotado por el campeón. En Triplemanía XVIII fue parte del Team Tirantes junto con Chessman & Hernández contra el Team Piero (Octagón, Pimpinela & Heavy Metal), ganando el equipo de Kozlov. Después de Triplemanía hizo pareja con Christine Von Eerie en contra de las Apache y, tras varias semanas, ganaron el Campeonato Mundial en Parejas Mixto de la AAA al derrotar a Faby Apache & Aerostar. Alex Koslov defendió su Campeonato Mixto exitosamente, hasta que lo perdió en Héroes Inmortales IV ante Pimpinela Escarlata & Faby Apache. Tras esto, dejó la empresa en favor de la WWE.

### World Wrestling Entertainment / WWE (2010-2012)
Koslov hizo una aparición especial en la World Wrestling Entertainment (WWE) en SmackDown! el 27 de agosto de 2010, perdiendo ante Alberto del Río bajo el nombre de Carlos Sánchez. Después firmó un contrato de desarrollo con la WWE, siendo enviado a la Florida Championship Wrestling (FCW) para que se adaptara al estilo de la empresa. Hizo su debut perdiendo ante Bo Rotundo bajo su nombre real el 20 de noviembre de 2010 en un house show en Punta Gorda, Florida. Sherman apareció por primera vez en el programa televisivo de la FCW el 28 de noviembre bajo el nombre de Peter Orlov, siendo derrotado junto a AJ por Lucky Cannon & Naomi. El 3 de febrero, fue despedido de la FCW.

### Circuito independiente (2012-2015)
Tras ser despedido de la WWE, tuvo su primera aparición el 4 de marzo de 2012, derrotando a SoCal Crazy en un evento de la Empire Wrestling Federation. El 17 de marzo, regresó a Pro Wrestling Guerrilla, perdiendo ante Kyle O'Reilly.
El 27 de julio de 2013, The Forever Hooligans regresaron a ROH, derrotando a reDRagon (Bobby Fish & Kyle O'Reilly) convirtiéndose en los Campeones Mundiales en Parejas de ROH. Sin embargo, lo perdieron a los seis días en All Stars Extravaganza ante The American Wolves (Davey Richards & Eddie Edwards). El 9 de agosto regreso a PWG en el evento TEN: Protect Ya Neck, junto a Rocky Romero derrotando a RockNES Monsters.

### New Japan Pro Wrestling (2012–2015)
El 6 de abril, Koslov fue anunciado como un participante del torneo de la japonesa New Japan Pro Wrestling (NJPW) 2012 Best of the Super Juniors. En los combates del primer bloque, que duraron desde el 27 de mayo hasta el 9 de junio, consiguió cinco victorias de sus ocho combates, pero perdió ante Low Ki en la final de su bloque, no pudiendo avanzar a la semifinal. Regresó a la empresa el 7 de julio, aliándose con el principal stable heel de NJPW, Chaos, reuniéndose con su compañero de la AAA Rocky Romero, llamando a su equipo "Forever Hooligans". El 22 de julio, derrotaron a Jushin Liger & Tiger Mask IV, ganando el Campeonato Junior Peso Pesado en Parejas. Ambos tuvieron su primera defensa exitosa el 26 de agosto en Sacramento Wrestling Federation (SWF), derrotando a A.J. Kirsch & Alex Shelley. Forever Hooligans tuvieron su segunda defensa el 8 de octubre en King of Pro-Wrestling, ante Time Splitters (Alex Shelley & Kushida). El 21 de octubre, participaron en el 2012 Super Jr. Tag Tournament, derrotando a Jushin Liger & Tiger Mask IV en la primera ronda. El 2 de noviembre, fueron derrotados por Apollo 55 (Prince Devitt & Ryusuke Taguchi). Finalmente, el 11 de noviembre en Power Struggle, perdieron los títulos ante los agandores del torneo, Time Splitters. Tras esto, Koslov no apareció en la empresa hasta principios de 2013 y el 10 de febrero, se enfrentaron a Time Splitters en la revancha, pero fueron derrotados. Sin embargo, el 3 de mayo reconquistaron los títulos, en Wrestling Dontaku 2013. Desde mayo hasta junio, Koslov participó en el torneo 2013 Best of the Super Juniors, donde ganó cuatro de sus ocho combates, impidiéndole pasar a la semifinal. Forever Hooligans tuvieron su primera defensa con éxito el 22 de junio en la revancha contra Time Splitters. Tras esto, ambos se involucraron en el feudo que Chaos tenía con el stable Suzukigun, llevándoles a defender el título por segunda vez el 20 de julio ante Taichi & Taka Michinoku. Sin embargo, el 14 de octubre en King of Pro-Wrestling, perdieron los títulos ante Taichi & Michinoku.

### Regreso en la NJPW (2020-presente)
Después de una pausa de 5 años, Koslov regresó a New Japan Pro Wrestling el 7 de agosto de 2020 como comentarista de color en New Japan Cup USA junto a Kevin Kelly.

## En lucha
- Movimientos finales
  - Red Scare (Russian legsweep seguido de bridging cobra clutch)
  - Red Scare II (Fisherman brainbuster seguido de guillotine choke)
  - Russian Frog Elbow (Frog elbow drop)
  - Russian Strike (Discus elbow smash)[37][38]
  - Soviet Strike (Superkick)
  - Double underhook piledriver
  - Springboard splash - 2008

- Movimientos de firma
  - Perestroika (Rope hung surfboard)
  - Death Valley driver
  - Double knee backbreaker
  - Múltiples side kicks con burlas a la nuca de un oponente sentado
  - Russian legsweep
  - Scoop brainbuster
  - Wheelbarrow driver

- Apodos
  - The Russian Hooligan
  - 12 Corazones Koslov

## Campeonatos y logros
- Asistencia Asesoría y Administración
  - Campeonato de Peso Crucero de AAA (2 veces e inaugural)[39]
  - Campeonato Mundial en Parejas Mixto de AAA (1 vez) - con Christina von Eerie
- New Japan Pro Wrestling
  - IWGP Junior Heavyweight Tag Team Championship (2 veces) – con Rocky Romero[18]
- NWA UK Hammerlock
  - NWA British Commonwealth Heavyweight Championship (1 vez)[40]
- Ring of Honor
  - ROH World Tag Team Championship (1 vez) – con Rocky Romero[9]
- Pro Wrestling Illustrated
  - Situado en el Nº269 en los PWI 500 del 2008[41]
  - Situado en el Nº145 en los PWI 500 del 2009
  - Situado en el Nº176 en los PWI 500 de 2010[42]
  - Situado en el Nº225 en los PWI 500 de 2011[43]
  - Situado en el Nº362 en los PWI 500 de 2012[44]
  - Situado en el Nº353 en los PWI 500 de 2013[45]